# Nell'acqua (de Blaas)
Nell'acqua (in francese: Dans l'eau) è un dipinto a olio su tavola del pittore italo-austriaco Eugenio de Blaas. Il dipinto è conservato in una collezione privata. Si tratta dell'unico nudo dipinto da de Blaas (tutti i suoi altri soggetti sono vestiti).

## Descrizione
Il dipinto ritrae una giovane donna nuda in piedi, immersa nell'acqua del mare fino alle caviglie. Ella si piega leggermente in avanti e guarda in basso, dove si trova un banco di pesciolini. La donna ha una carnagione rosea e i suoi capelli castani ricci sono legati alla nuca da un cignon. Esiste una seconda versione dell'opera (che misura 80,3 per 45 centimetri) nella quale la bagnante è immersa leggermente più in profondità, fino ai polpacci.
Anche se non c'è alcun sole nella composizione, una luce aurea risplende attraverso il cielo nuvoloso e si riflette sull'acqua. Sullo sfondo si trova della terraferma, con una macchia di alberi a destra.
L'artista si firmò e scrisse la data (1914) con l'inchiostro scuro, nell'angolo in basso a sinistra della composizione.